# Agnès Crittin
Agnès Crittin, död 1457, var en schweizisk kvinna som avrättades för häxeri. 
Hon var ett av de mer kända offren för den berömda häxprocessen i Valais.